# آفا غاردنر
إيفا لافينيا غاردنير (بالإنجليزية: Ava Lavinia Gardner) ‏ (24 ديسمبر 1922 – 25 يناير 1990) هي ممثلة أمريكية. وقَّعت عقد مع ستوديوهات مترو غولدوين ماير عام 1941 م واستمرت في الظهور في أدوار صغيرة حتى لفتت الأنظار بأدائها في فيلم القتلة عام (1946م). وأصبحت واحدة من الممثلات الرائدات في هوليود، واعتُبِرت واحدة من أجمل النساء في عصرها. رُشِحت غاردنير للحصول على جائزة الأوسكار لأفضل ممثلة لأدائها في فيلم موجامبو (1953 م).
ظهرت غاردنير في أفلام كثيرة مهمة في الفترة من عام 1950 م إلى عام 1970 م مثل: فيلم الباعة المتجولون عام (1947 م)، وفيلم معرض القوارب عام (1951 م)، وفيلم ثلوج كليمنجارو عام 1952 م، وفيلم الكونتيسا حافية القدمين عام (1954 م)، وفيلم مزاوجة بواني عام (1956 م)، وفيلم على الشاطئ عام (1959 م)، وفيلم سبعة أيام من مايو عام (1964 م)، وفيلم ليلة الإغوانا عام (1964 م)، وفيلم الحياة وأوقات حكم روي بين عام (1972 م)، وفيلم الزلزال عام (1974 م)، بالإضافة إلى فيلم معبر كساندرا عام (1976 م). واستمرت في التمثيل المتواصل حتى عام 1986 م قبل موتها بأربعة أعوام وكان عمرها 67 سنة عندما توفيت في لندن عام 1990 م.
تأتي غاردنير في المرتبة الخامسة والعشرين في قائمة معهد الفيلم الأمريكي لأعظم النجمات السيدات.

## كتابات أخرى
- Cannon, Doris Rollins. Grabtown Girl: Ava Gardner's North Carolina Childhood and Her Enduring Ties to Home. Down Home Press, 2001. ISBN 1-878086-89-8
- Fowler, Karin. Ava Gardner: A Bio-Bibliography. Greenwood Press, 1990. ISBN 0-313-26776-6
- Gardner, Ava. Ava: My Story. Bantam, 1990. ISBN 0-553-07143-3
- Gigliotti, Gilbert, editor. Ava Gardner: Touches of Venus. Entasis Press, 2010. (ردمك 978-0-9800999-5-9)
- Rivers, Alton. Love, Ava: A Novel. St. Martin's Press, 2007. ISBN 0-312-36279-X
- Server, Lee. Ava Gardner: Love is Nothing. St. Martin's Press, 2006. ISBN 0-312-31209-1
- Wayne, Jane Ellen. Ava's Men: The Private Life of Ava Gardner. Robson Books, 2004. ISBN 1-86105-785-7

## وصلات خارجية
- آفا غاردنر على موقع IMDb (الإنجليزية)
- آفا غاردنر على موقع الموسوعة البريطانية (الإنجليزية)
- آفا غاردنر على موقع روتن توميتوز (الإنجليزية)
- آفا غاردنر على موقع مونزينجر (الألمانية)
- آفا غاردنر على موقع ألو سيني (الفرنسية)
- آفا غاردنر على موقع ميوزك برينز (الإنجليزية)
- آفا غاردنر على موقع تيرنر كلاسيك موفيز (الإنجليزية)
- آفا غاردنر على موقع أول موفي (الإنجليزية)
- آفا غاردنر على موقع قاعدة بيانات الأفلام السويدية (السويدية)
- آفا غاردنر على موقع إن إن دي بي (الإنجليزية)
- Ava Gardner at TVGuide.com
- Ava Gardner Museum